# Новоуткинськ
Новоу́ткинськ (рос. Новоуткинск) — селище у складі Первоуральського міського округу Свердловської області.
Населення — 5360 осіб (2010, 5599 у 2002).
До 21 липня 2004 року селище мало статус селища міського типу.